# Accreditatie
Een accreditatie is een attest uitgevaardigd door een onafhankelijke non-profit organisatie dat doorgaans in opdracht van een land, ministerie of natie wordt aangeduid als hoofdorgaan. Het fungeert onder de naam accreditatie-instelling en beoordeelt de commerciële certificerende instellingen (CI) of personen gebaseerd op internationale erkende eisen.
Het doel van het accrediteren is dat een gespecialiseerde CI of persoon kan aantonen dat zij ook echt onafhankelijk en deskundig te werk gaat bij het afleveren van certificaten, keurmerken en kwaliteitslabels. Het is niet verplicht maar een geaccrediteerde CI biedt meer aanzien en vertrouwen omdat afgeleverde attesten dan officieel erkend zijn door een overheid.

## Certificerende instelling (CI)
Een certificerende instelling of auditbureau is een commerciële onafhankelijke partij dat zich neutraal opstelt bij het keuren van producten of diensten in functie van vastgestelde eisen in een betreffende branche.

### Zonder accreditatie
Dit is perfect toegestaan maar straalt minder vertrouwen en geloofwaardigheid uit. Wanneer deze instelling toch wenst geaccrediteerd te worden kan dit een middel zijn om druk te zetten om zich aan te passen naar de gevraagde normen.

### Met accreditatie
Een certificerende instelling vraagt vaak op eigen initiatief om gekeurd te worden door een accreditatie-instelling dat door de overheid als hoofdorgaan voor een bepaalde branche werd aangeduid. In Nederland heet dit de "Raad voor Accreditatie, afgekort tot RvA" en sinds 1 augustus 2006 is de Belgische Accreditatie-instelling, afgekort tot BELAC de enige in België.

## Type branches
Accrediteren betekent letterlijk vertrouwen en is de procedure waarbij een accreditatie-instelling een erkende accreditatieverklaring en garantie geeft dat een product, proces of dienst beantwoordt aan bepaalde kwaliteitseisen. De term wordt gebruikt in diverse branches:
| Branche                | Kenmerken |
| ---------------------- | --- |
| Onderwijsaccreditatie  | Hogeronderwijsinstellingen die een nieuwe associate degree-, bachelor- of masteropleiding willen starten, dienen deze laten erkennen door de NVAO (accrediteren). Dit kan via een toets nieuwe opleiding (TNO). In deze procedure beoordeelt een panel van onafhankelijke deskundigen de nieuwe opleiding. |
| Ziekenhuisaccreditatie | Kwaliteit in algemene ziekenhuizen, kwaliteit meten via indicatoren, toezicht door Zorginspectie. De accreditatie van ziekenhuizen zoals Qualicor Europe. |
| Laboratorium           | Formele erkenning van de competentie van een laboratorium zoals kalibratie, beproevingslaboratoria en testen. |
| Keurmerken             | Producten in de voedselketen en supermarkten moeten aan bepaalde eisen voldoen om een betere keuze te maken qua duurzaamheid en ecologische voetafdruk. |
| Diplomatie             | Ambassadeurs en consuls worden bij een nieuwe aanstelling geaccrediteerd door het land waar ze gestationeerd worden. Hun geloofsbrieven moeten dus aanvaard worden. |
| Handelsrecht           | De authenticiteit van een volmacht erkennen in de handelsrecht. |
| Media                  | Journalisten, fotografen en tv-ploegen hebben een accreditatie nodig om de perszones van de Raad te betreden. Media-accreditatie wordt uitsluitend verleend aan persleden die werken voor bonafide mediaorganisaties.                                                                                      |

## Intrekking en opschorting
Geaccrediteerde CI's krijgen regelmatig controle over de vloer met als doel de gestelde normen te blijven garanderen. Hierdoor kan een organisatie tijdelijk zijn accreditatie verliezen. Binnen een bepaalde termijn moet dit dan in orde worden gebracht en zullen de verbeteringen die zijn doorgevoerd opnieuw worden beoordeeld. Er kan ook sprake zijn van een permanente intrekking wanneer ernstige feiten werden vastgesteld zoals het verlenen van onterechte certificaten of nepotisme. In beide gevallen mag een accreditatiemerk niet meer worden gebruikt.